# Hermann Nolte

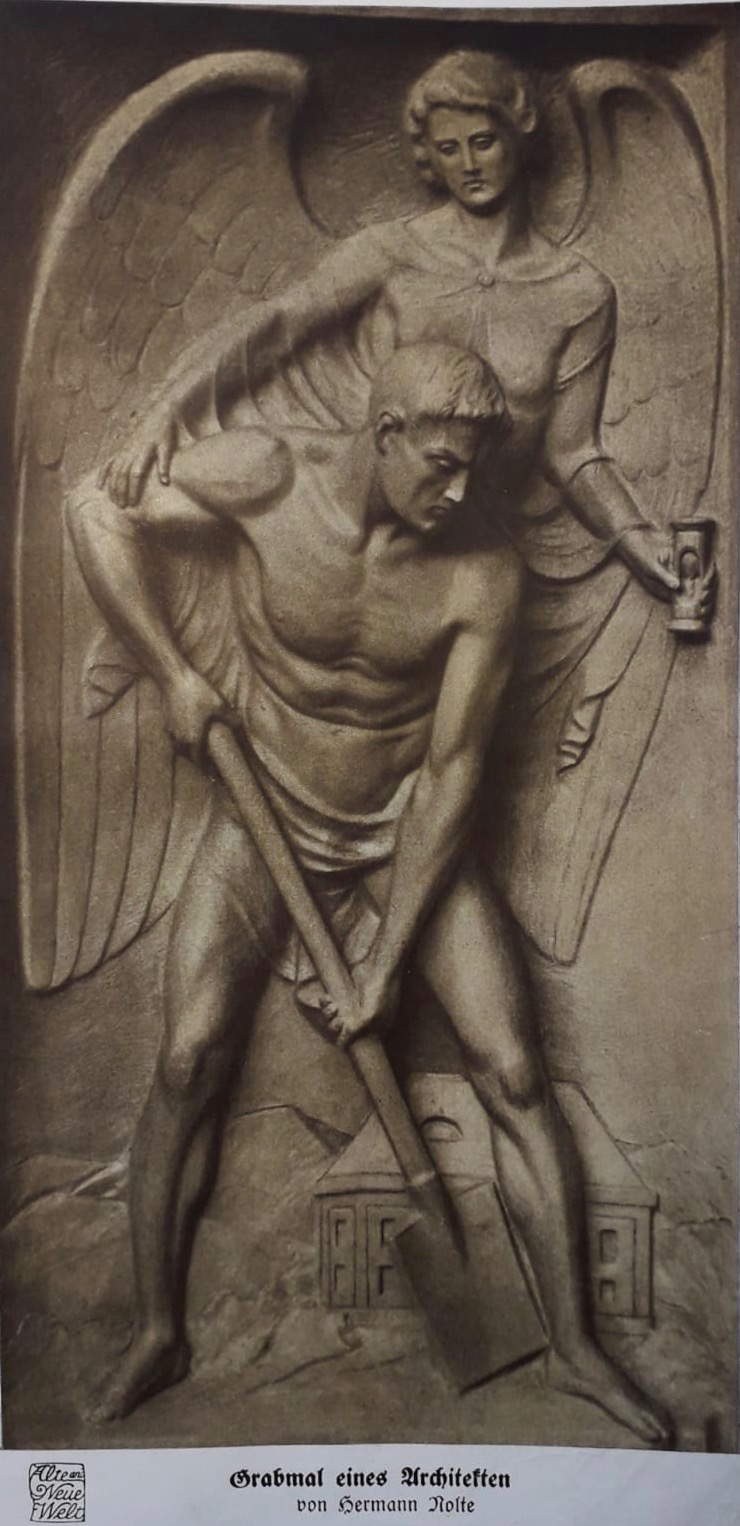
Hermann Nolte, Grabmal eines Architekten um 1920

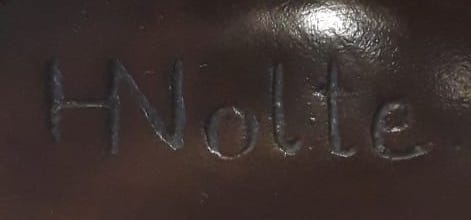
Signatur Hermann Nolte

Hermann Nolte (* 3. Juni 1873 in Düsseldorf; † 25. Februar 1935 ebenda) war ein deutscher Bildhauer.

## Leben

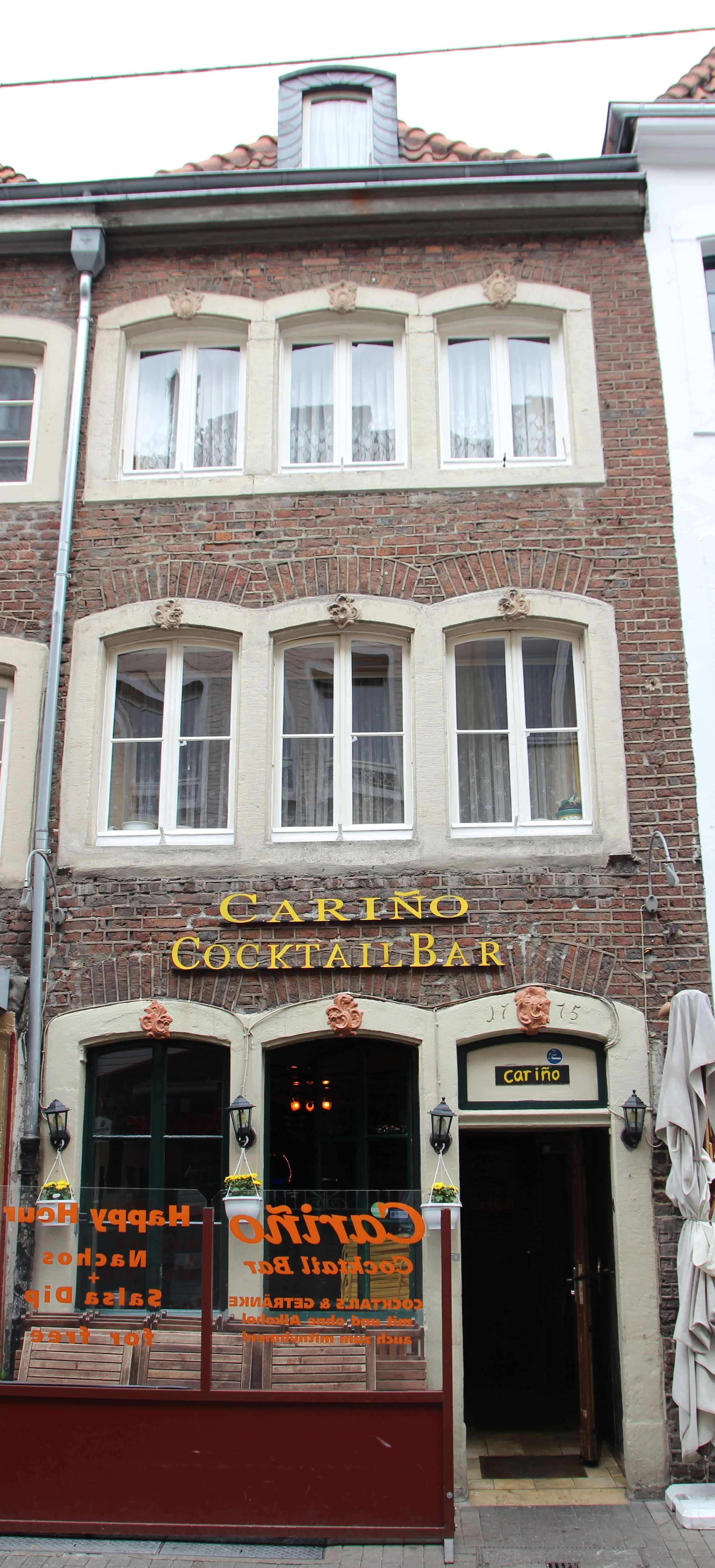
Geburtshaus Hermann Nolte, Kurze Straße 10

Hermann Nolte war der Sohn des Klempnermeisters Adolph Nolte und wurde in der Düsseldorfer Altstadt geboren. Nolte lernte bei Anton Josef Reiss in der Kunstgewerbeschule in Düsseldorf und begab sich mit 20 Jahren zu Fuß auf eine mehrmonatige Reise durch Italien bis Rom. Anschließend arbeitete Nolte für drei Jahre in der Werkstatt des Zürcher Bildhauers August Bösch. Am 23. Oktober 1899 trat er im Alter von 26 Jahren in Syrius Eberles Bildhauerklasse an der Königlichen Akademie der Bildenden Künste in München ein. Zu seinen Kommilitonen gehören unter anderem Jacobus Leisten. Nach Beendigung seines Studiums arbeitete Nolte für weitere sechs Jahre als Assistent als bei dem Bildhauer Ignatius Taschner in München. Zurück in Düsseldorf, sein Vater war verstorben, bezog er sein Geburtshaus mit der Adresse Kurze Straße 10. Ab 1908 war er mit Unterbrechung in den 1920er Jahren bis zu seinem Tod Mitglied im Düsseldorfer Künstlerverein Malkasten. 1911 und 1913 nahm Nolte mit Bronzearbeiten an der Großen Kunstausstellung Düsseldorf teil. In den 1920er Jahren befand sich seine Kunstbildhauerwerkstatt in Pempelfort in der Augustastraße 20, seit Anfang 1930 im Künstler Atelier-Haus des Vereins der Düsseldorfer Künstler. Im Alter von 62 Jahren starb Nolte 1935 in seinem Haus in Düsseldorf.

## Werke

### Öffentliche Werke
Noltes Hauptschaffenszeit begann um 1910 nach seiner Rückkehr nach Düsseldorf und währte bis in die 1930er Jahre. Während dieser Zeit schuf er zahlreiche Plastiken aus Holz, Bronze, Marmor und Stein für staatliche Gebäude, Schulen, Rathäuser und bedeutende Bauten des Handels und der Industrie. Als prominentes Beispiele dafür kann die Kuppeldecke der Bezirksregierung Düsseldorf oder der Figürlichen Schmuck der Villa Horion des Landeshaus Düsseldorf genannt werden.
Gerade in seiner Anfangszeit verwendet Nolte immer wieder die für ihn typischen Kindermotive, die sich oft an Schulen wieder finden lassen. Dabei gestaltete er nicht nur einzelne Figuren, sondern teilweise ganze Fassaden nach seinen Vorstellungen. Auf diesem Gebiet arbeitete Nolte eng mit dem Düsseldorfer Architekten Hermann vom Endt zusammen.
Mit den Jahren würde Noltes Kunst eigenständiger, nachdenklicher und sachlicher, was durchaus dem Ersten Weltkrieg geschuldet sein kann. Diese Tendenz ist jedoch auch schon vor dem Krieg sichtbar. Heute sind zahlreiche seiner Werke in Düsseldorf und besonders der Stadt Hamm erhalten geblieben. Jedoch sind bei weiten noch nicht alle seine Werke bekannt und dokumentiert.
Ein Kriegerdenkmal auf dem Düsseldorfer Nordfriedhof erinnert an die Gefallenen des Ersten Weltkrieges. Nolte entwarf dieses Denkmal zusammen mit dem Architekten Hermann Goerke schon während der Kriegszeit. Es wurde aber erst 1921 fertiggestellt. Ein Gedenkstein von Reinhard Graner wurde später noch hinzugefügt.
Um 1930 fertigte Nolte Kopien der Kalvarienbergfiguren von Anton Josef Reiss an der Kirche St. Lambertus am Düsseldorfer Stiftsplatz an. Er verwendete dazu Muschelkalk. Die damals schon recht mitgenommenen Originale von Reiss’ Hand sind mittlerweile verschollen.
Auf dem Jürgensplatz in Düsseldorf steht das Ehrenmal für das 2. Westfälische Husaren-Regiment Nr. 11; es wurde am 5. Juli 1931 feierlich vom Oberbürgermeister Dr. Dr. h. c. Robert Lehr enthüllt. Es besteht aus einem Bronzerelief, das an einem Pfeiler aus Muschelkalk befestigt ist. Das Relief wurde von der Gießerei August Bischoff ausgeführt, der Architekt, mit dem Nolte hier zusammenarbeitete, war Hermann vom Endt.
| Beschreibung / Lage des Objektes | Datierung | Bilder                 |                              |
| --- | --------- | ---------------------- | ---------------------------- |
| Gebäude der Bezirksregierung Düsseldorf. Vier Ornament der Kuppel des Haupteinganges (Lichthalle) Die Ornamente symbolisieren die vier Elemente.                                                                                      | 1907–1911 |                        |                              |
| ehemaliges Wöchnerinnenasyl (Frauenklinik mit Kreißsaal) Flurstraße 14, Düsseldorf-Flingern Nord | 1908–1910 | Hermann Nolte, 1910    |                              |
| Haus des Vereins Deutscher Eisenhüttenleute, auch „Rheinisches Palais“ genannt, Breite Straße 27, Düsseldorf | 1909–1910 | Hermann Nolte, 1910    |                              |
| Fassadengestaltung Villa Horion, in Form zweier weibliche Figuren, Allegorie der Fürsorge und der Landwirtschaft | 1909–1911 | Hermann Nolte          |                              |
| Brückenfiguren, Ahsebrücke im Kurpark Bad Hamm | 1911      | Hermann Nolte, 1911    | Hermann Nolte, 1911          |
| Eingangsportal mit Relief der Ludgerischule, Hamm, Innenschrift: "Wer saet der erntet" | um 1913   | Hermann Nolte, um 1913 |                              |
| Kriegerdenkmal auf dem Nordfriedhof Düsseldorf „den Toten des Weltkrieges“ Kalkskulpturen: 22 m mal 8 m Areal: 250 m mal 50 m. Die Beauftragung fand 1916 statt, der Baubeginn begann 1917, dauerte bis 1921 und kosten 250 000 Mark. | 1915–1921 | Hermann Nolte, 1915    | Hermann Nolte Kriegerdenkmal |
| Stadthaus Hamm, 4 Figuren | 1927–1929 | Hermann Nolte, 1927    |                              |

### Bronzeskulpturen (Auswahl)
Weniger bekannt ist Nolte für seine Kleinbronzen im Jugendstil und frühen Art déco. Grund dafür ist, dass dieser aufgrund der hohen Nachfrage für Gebäudeschmuck den privaten Kunstsektor nicht zwingend bedienen musste. Seine Skulpturen erschienen daher nur in Kleinstauflagen, wurden jedoch dennoch nur von den besten Bronzegießerein wie der Düsseldf. Bronzebildgießerei. G.M.B.H. ausgeführt. Dennoch sind wenige, jedoch sehr qualitätsvolle und avantgardistische Bronzen erhalten geblieben. Dabei bediente er sich oft symbolistischen Motiven sowie der schwer verständlichen Thematik der nordischen Mythen und Sagenwelt. Die zahlreichen Kunstausstellungen belegen, dass dieser schon damals auf großen anklang stieß. In Die Kunst und das schöne Heim wurden 1911 die „gefälligen kleinen Bronzegruppen“ des Künstlers gelobt. Derzeit sind nur rund 20 verschiedene Exemplare bekannt.
- Tuvstarr auf Skutt, (Frauenakt auf Elch, datiert 1916), Exemplar in der Kunststiftung Volmer[20]
- Genoveva, Frauenakt mit Kind und Hirschkuh (um 1911)
- Frauenakt meditierend, Gießerstempel: Düsseldf. Bronzebildgießerei. G.M.B.H. (um 1915)
- Metallgießer, (ausgestellt 1920)
- Bergarbeiter mit Spitzhacke
- Hypnotisör, (um 1907)
- Liebe und Glück, (um 1907)
- Glücksboten (Datiert 1907)

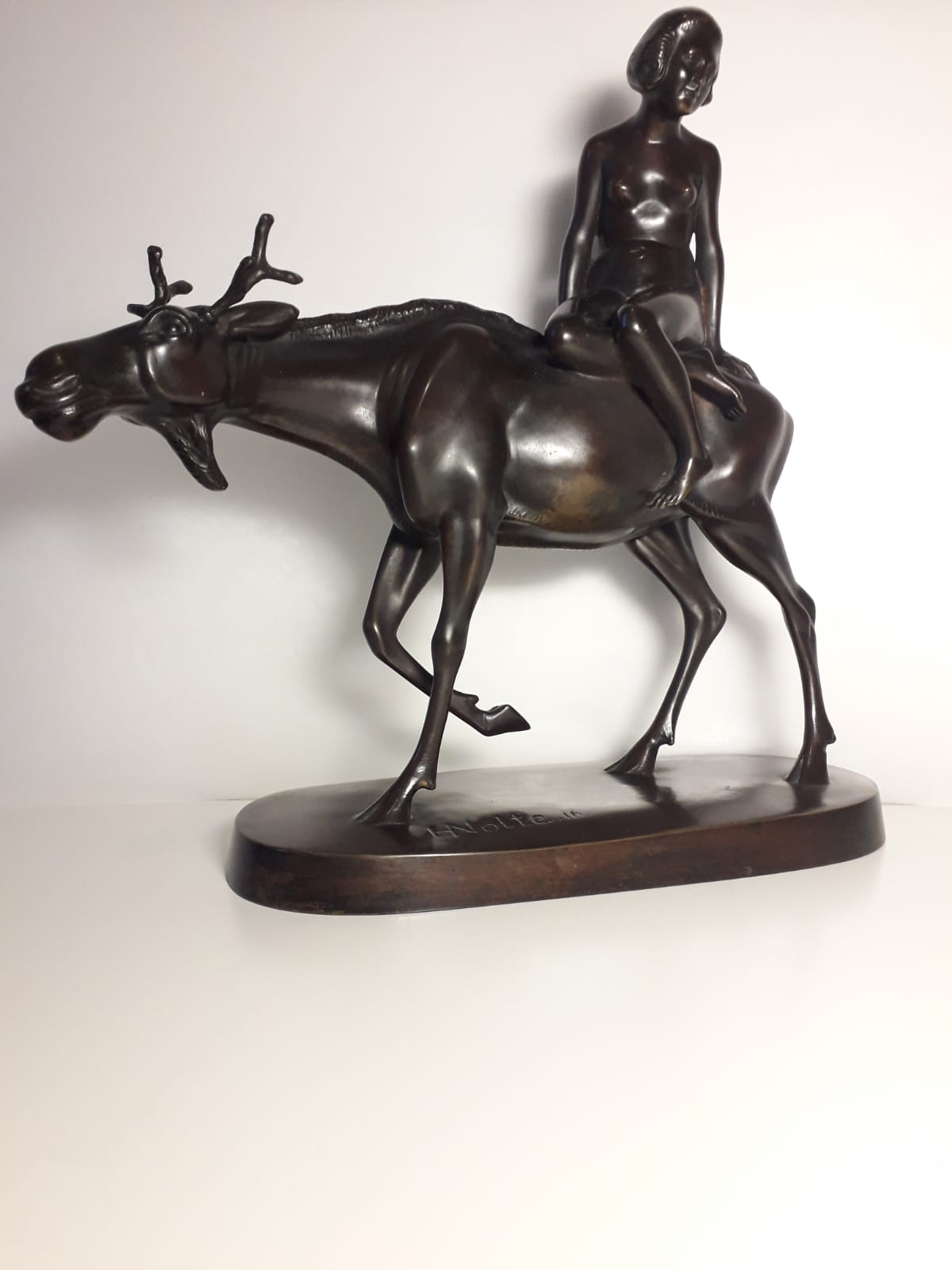
Tuvstarr auf Skutt, symbolistischer Frauenakt auf Elch, Hermann Nolte, 1916.
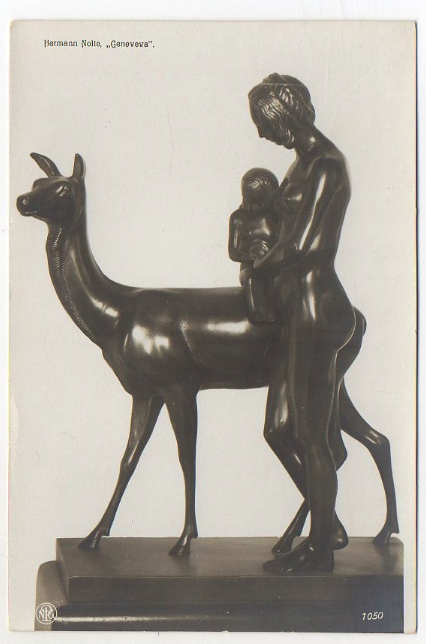
Genoveva mit Kind, symbolistischer Frauenakt mit Kind und Hirschkuh, um 1911

## Ausstellungen

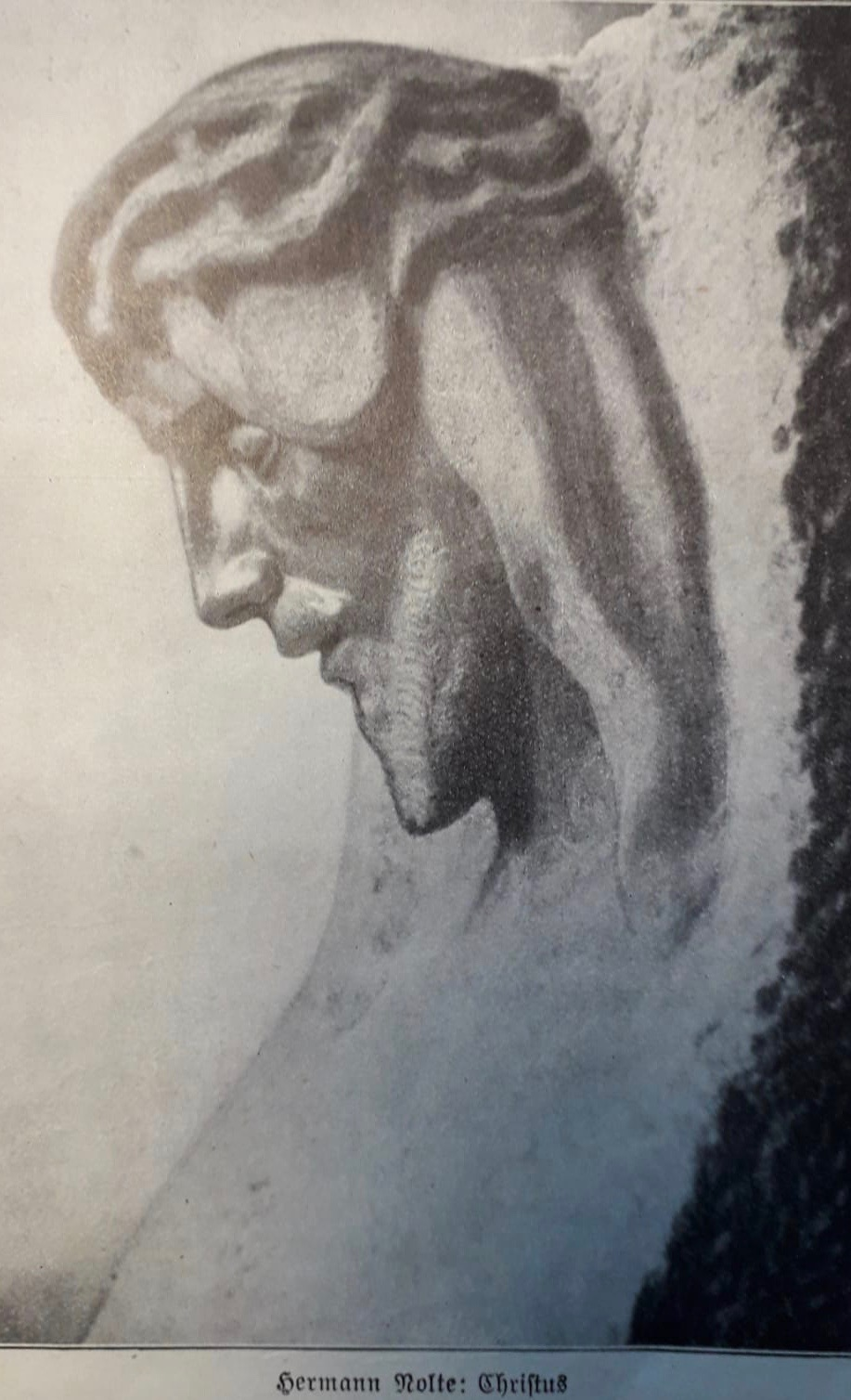
Hermann Nolte, Christuskopf, 1917.

- Hermann Nolte, Christuskopf, 1917.1907: Große Berliner Kunstausstellung, vertreten mit drei Bronzen.[21]
- 1908: Münchner Jahresausstellung, Grabstätte: Der Abschied; männliche Büste, Gips.
- 1910: Münchner Jahresausstellung.
- 1911, Grosse Düsseldorfer Kunstausstellung.
- 1911: Große Berliner Kunstausstellung, Hirschkuh: Genoveva.
- 1913: Grosse Düsseldorfer Kunstausstellung.
- 1917: Große Berliner Kunstausstellung, Christuskopf, Gips.[22]
- 1920: Kunstausstellung im städtischen Kunstpalast Düsseldorf; weibliche Figur, Holz; weibliche Figur, Gips; Metallgießer, Bronze; Büste.[23]
- 1932: Düsseldorf – Münchener Kunstausstellung, Kunstpalast Düsseldorf.
- Kunstausstellung Darmstadt
- Kunstausstellung Zürich
- Kunstausstellung Hamburg

## Anekdote
Nolte wurde zeit seines Lebens immer wieder gefragt, warum er nicht an der Kunstakademie in Düsseldorf, seiner Heimatstadt, studiert hätte. Diese Frage stellte ihm auch Prinzregent Luitpold von Bayern, als dieser bei einem Besuch der Akademie der Bildenden Künste in München, auf Noltes Bronzearbeiten aufmerksam wurde, die ihm gut gefielen. Dieser antwortete, dass München hübscher sei und einfach besser gefalle. Der Prinzregent antwortete darauf: "Das will ich meinen, bleibe er nur Ruhig bei uns!" Dieser Aufforderung folgte Nolte, wurde Assistent von Ignatius Taschner und blieb von da an sechs Jahre in München.

## Trivia
In der Folge 1751 der Fernsehsendung Bares für Rares wurde eine Bronze des Metallgießers für 500 Euro verkauft.